# Jason Azzopardi

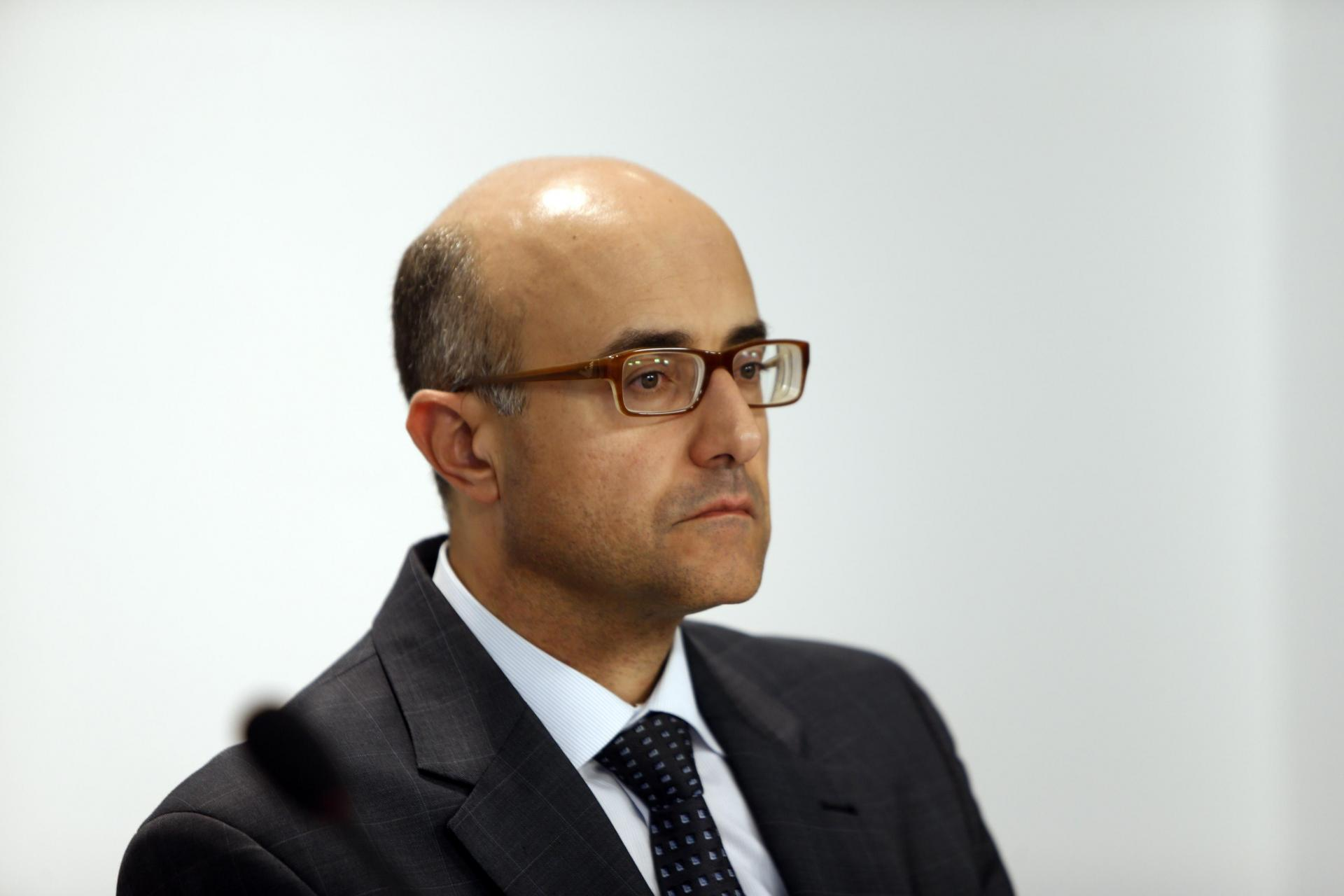
Jason Azzopardi

Jason Azzopardi (* 16. März  1971 in Pietà) ist ein maltesischer Politiker der Nationalist Party, war kurzzeitig Mitglied des Europäischen Parlaments (MdEP) und ist seit 1998 Parlamentsabgeordneter.

## Leben
Nach dem Schulbesuch absolvierte er ein Studium der Rechtswissenschaften und erhielt bereit 1994 die Zulassung zum Notar (Notary Public). 1996 schloss er schließlich sein Studium mit der Promotion zum Doktor der Rechtswissenschaften (LL.D.) ab. Zugleich beendete er ein Zusatzstudium in Finanzdienstleistungen an der University of Malta mit dem akademischen Grad Master of Arts (M.A. Financial Services). Im Anschluss war er als Rechtsanwalt tätig, wobei er sich auf Strafrecht spezialisierte.
Bereits mit 18 Jahren trat er 1989 der Nationalist Party (PN) bei und war in mehreren Funktionen innerhalb der Parteiorganisation tätig. 1999 wurde er Sekretär der PN für Internationales und behielt dieses Amt bis Mai 2004.
Bei den Parlamentswahlen 1998 wurde er als Kandidat der Partit Nazzjonalista erstmals zum Abgeordneten des Repräsentantenhauses gewählt, nachdem er zwei Jahre zuvor kein Mandat erhalten konnte. 2003 sowie 2008 wurde er jeweils als Abgeordneter wiedergewählt und vertrat zuletzt den Wahlkreis 4. Zwischen 2003 und 2008 war er Vorsitzender des Ausschusses für Auswärtige und Europäische Angelegenheiten sowie Mitglied des sogenannten Privilegienausschusses (Privileges Parliamentary Committee). Außerdem war er Vorsitzender der Delegation bei der Parlamentarischen Versammlung der OSZE.
Nach dem Beitritt Maltas zur Europäischen Union (EU) war er kurzzeitig vom 1. Mai bis zum 19. Juli 2004 Vertreter Maltas im Europaparlament und dort als Vertreter der Fraktion der Europäischen Volkspartei (Christdemokraten) und europäischer Demokraten Mitglied der Ausschüsse für Regionalpolitik, Verkehr und Fremdenverkehr sowie für Fischerei.
Nach dem Wahlsieg der Partit Nazzjonalista bei den Parlamentswahlen in Malta 2008 war Azzopardi von 2008 bis 2013 parlamentarischen Staatssekretär für Steuern und staatlichen Grundbesitz für den Minister für Finanzen, Wirtschaft und Investitionen Tonio Fenech.

## Reden
- Best Practice in Credit Management, BUSINESS TODAY 21. Mai 2008